# الظهر (إب)

تعديل مصدري - تعديل

الظهر محلة تابعة لقرية الربيض، التابعة لعزلة بني مدسم بمديرية إب إحدى مديريات محافظة إب في الجمهورية اليمنية.، بلغ تعداد سكانها 112 حسب تعداد اليمن لعام 2004.